# Angel Chibozo
Angel Josué Chibozo (Parakou, 1º luglio 2003) è un calciatore beninese, attaccante dell'Amiens e della nazionale beninese.

## Caratteristiche tecniche
Chibozo è un attaccante rapido, in possesso di una discreta tecnica individuale, abile nel battere i calci di punizione. Può giocare da seconda punta, esterno (su entrambe le fasce) o centravanti.

## Carriera

### Club
Inizia a giocare a calcio nelle giovanili dell'Inter, che nel 2014 lo aggrega al proprio settore giovanile. Nel gennaio 2017 viene tesserato dalla Giana Erminio. In estate si trasferisce alla Juventus.
Il 1º luglio 2022 passa in prestito con diritto di riscatto all'Amiens, in Ligue 2.

### Nazionale
Convocato per la prima volta con la nazionale beninese nel marzo 2022, debutta con la stessa il successivo 27 marzo, nella vittoria 2-1 contro lo Zambia.

## Statistiche

### Presenze e reti nei club
Statistiche aggiornate al 19 ottobre 2024.
| Stagione        | Squadra         | Campionato      | Campionato | Campionato | Coppe nazionali | Coppe nazionali | Coppe nazionali | Coppe continentali | Coppe continentali | Coppe continentali | Altre coppe | Altre coppe | Altre coppe | Totale | Totale | Totale |
| Stagione        | Squadra         | Comp            | Pres       | Reti       | Comp            | Pres            | Reti            | Comp               | Pres               | Reti               | Comp        | Pres        | Reti        | Pres   | Reti   |        |
| --------------- | --------------- | --------------- | ---------- | ---------- | --------------- | --------------- | --------------- | ------------------ | ------------------ | ------------------ | ----------- | ----------- | ----------- | ------ | ------ | ------ |
| 2022-2023       | Amiens          | L2              | 23         | 0          | CF              | 3               | 0               | -                  | -                  | -                  | -           | -           | -           | 26     | 0      |        |
| 2023-2024       | Paços Ferreira  | LP2             | 6          | 0          | CP+CdL          | 1+0             | 0               |                    | -                  | -                  |             | -           | -           | 7      | 0      |        |
| 2024-2025       | Amiens          | L2              | 4          | 0          | CF              | 0               | 0               | -                  | -                  | -                  | -           | -           | -           | 4      | 0      |        |
| Totale Amiens   | Totale Amiens   | Totale Amiens   | 27         | 0          |                 | 3               | 0               |                    | -                  | -                  |             | -           | -           | 30     | 0      |        |
| Totale carriera | Totale carriera | Totale carriera | 33         | 0          |                 | 4               | 0               |                    | -                  | -                  |             | -           | -           | 37     | 0      |        |

### Cronologia presenze e reti in nazionale
| Cronologia completa delle presenze e delle reti in nazionale ― Benin | Cronologia completa delle presenze e delle reti in nazionale ― Benin | Cronologia completa delle presenze e delle reti in nazionale ― Benin | Cronologia completa delle presenze e delle reti in nazionale ― Benin | Cronologia completa delle presenze e delle reti in nazionale ― Benin | Cronologia completa delle presenze e delle reti in nazionale ― Benin | Cronologia completa delle presenze e delle reti in nazionale ― Benin | Cronologia completa delle presenze e delle reti in nazionale ― Benin |
| Data                                                                 | Città                                                                | In casa                                                              | Risultato                                                            | Ospiti                                                               | Competizione                                                         | Reti                                                                 | Note                                                                 |
| -------------------------------------------------------------------- | -------------------------------------------------------------------- | -------------------------------------------------------------------- | -------------------------------------------------------------------- | -------------------------------------------------------------------- | -------------------------------------------------------------------- | -------------------------------------------------------------------- | -------------------------------------------------------------------- |
| 27-3-2022                                                            | Antalya                                                              | Zambia                                                               | 1 – 2                                                                | Benin                                                                | Amichevole                                                           | -                                                                    | 51’                                                                  |
| 22-3-2023                                                            | Cotonou                                                              | Benin                                                                | 1 – 1                                                                | Ruanda                                                               | Qual. Coppa d'Africa 2023                                            | -                                                                    | 90+3’                                                                |
| Totale                                                               |                                                                      | Presenze                                                             | 2                                                                    |                                                                      | Reti                                                                 | 0                                                                    |                                                                      |